# Liktów
Liktów (ukr. Ліктів) – wieś na Ukrainie, w obwodzie lwowskim, w rejonie samborskim (do 2020 roku w rejonie turczańskim) nad Stryjem. Liczy około 100 mieszkańców. Pierwsze wzmianki o wsi pochodzą z 1589.